# 德里克·法萨克利
德里克·威廉·法萨克利（英語：Derek William Fazackerley，1951年11月5日—），已退役英格蘭足球運動員，司職中衛，其職業生涯大部份時間都在布莱克本流浪者渡過。

## 球員生涯
法萨克利在效力布莱克本流浪者18年間在各項賽事共上場671次。

## 教練生涯
1987年1月，法萨克利以球員兼助教身份轉投切斯特城，長遠而言球會希望法萨克利為時任教練哈利·麦克纳利的繼任者，但對球會發展停滯不前而感到不高興。1988年他轉投約克城，協助前布莱克本流浪者教練波比·撒士顿。1989年2月他加盟貝里，這是他最後一個職業球季。
1990年5月，他成為芬蘭球會庫穆的球員兼主教練，之後他回到英格蘭成為纽卡斯尔联的一隊教練。法萨克利亦曾是英格蘭足球代表隊的助教，當時凯文·基冈為主教練。之後法萨克利在博尔顿和巴恩斯利擔任教練。
法萨克利在斯文·約蘭·艾歷臣執教曼城期間擔任球探一職，但僅一個球季艾歷臣就被解僱，當马克·休斯成為主教練時，法萨克利亦隨之離開。
2008年12月11日，法萨克利受李爾·奇勒邀請出任英甲球會哈德斯菲尔德擔任一隊教練。2010年10月4月，他被艾歷臣挖到英冠球會莱斯特城出任助教，2011年10月離開。
2012年6月，法萨克利與李爾·奇勒團聚，出任伯明翰城一隊教練。2014年2月17日，伯明翰經歷主場連續11場不勝後，他與助教特里·麦克德莫特一起離開球會。
2014年7月21日，他在牛津聯擔任迈克尔·阿尔普顿的助理教練。當阿爾普頓轉投莱斯特城執教後，法萨克利仍留在牛津聯，擔任新教練佩普·克羅泰特的助教。克羅泰特在2018年1月被辭退後，他短暫出任暫代教練兩個月，任內八場比賽只取得兩勝，卡爾·羅賓遜在2018年3月22日成為牛津聯主教練，法萨克利的暫代工作亦因此完成。